# Billbach (Mud)
Der Billbach ist ein rechter Zufluss der Mud im bayerischen Odenwald. Er entsteht aus dem Zusammenfluss von Marsbach und Morre westlich von Schneeberg. Beide Quellbäche entspringen in Baden-Württemberg.

## Geographie

### Quellbäche

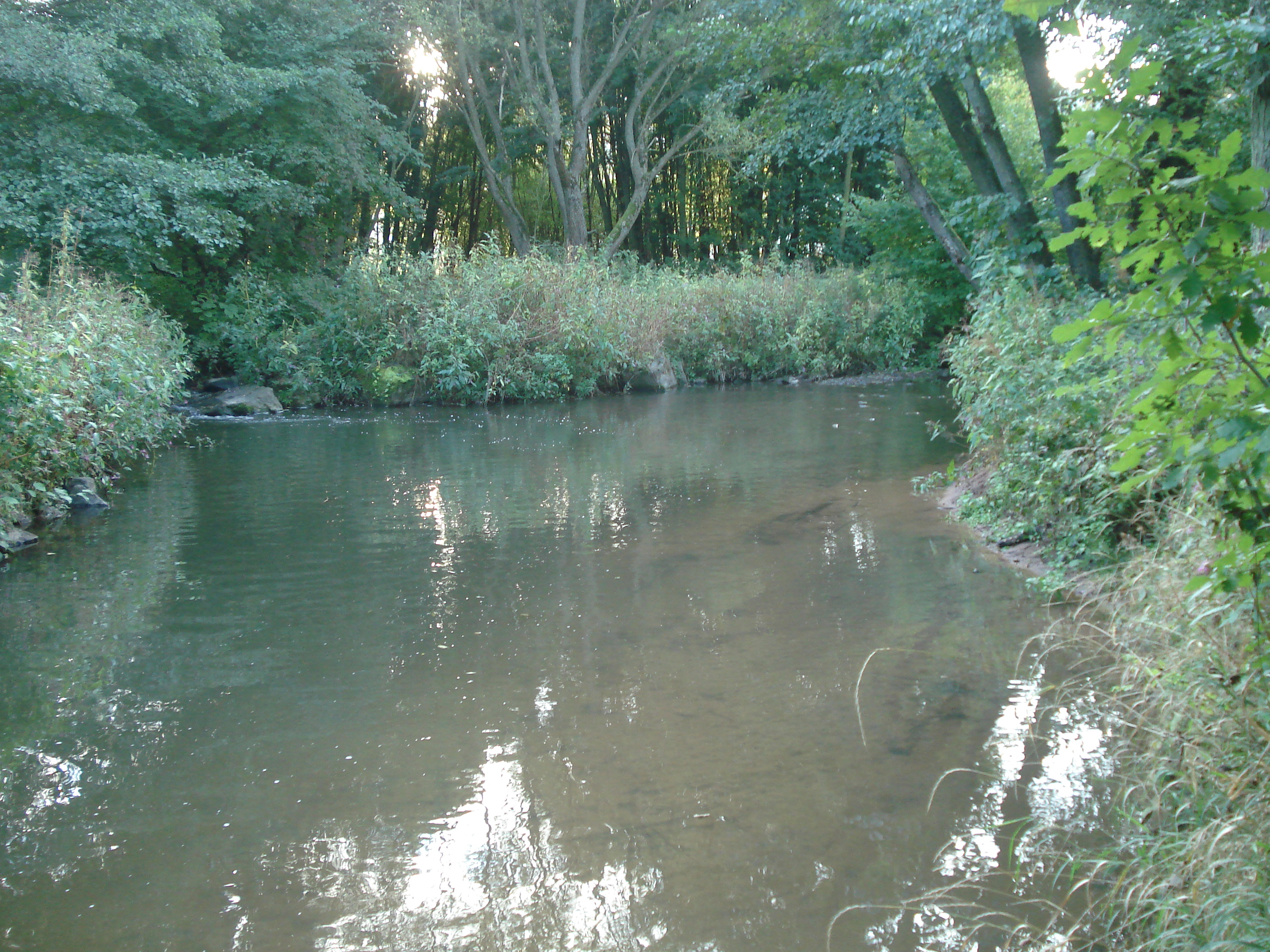
Zusammenfluss von Marsbach (hinten links) und Morre (hinten rechts) zum Billbach (vorne)

#### Marsbach
Der Marsbach oder Morsbach entspringt südöstlich von Walldürn in der Nähe des historischen Römischen Badehauses. Er fließt in nordwestliche Richtung durch Walldürn parallel zur Bundesstraße 47 nach Rippberg, wo er den Eiderbach aufnimmt. Danach passiert der Marsbach die Landesgrenze nach Bayern. Er ist der rechte und mit 16,4 km der kürzere und wasserärmere Quellbach.

#### Morre
Die 22,3 km lange Morre, im bayerischen Unterlauf auch Saubach genannt, hat ihre Quelle am Ortsrand von Hettingen. Sie verläuft nach Westen durch die Stadt Buchen, knickt Richtung Nordwesten ab und nimmt den Hollerbach auf. Die Morre fließt durch Hettigenbeuern nach Bayern und erreicht Zittenfelden. Westlich von Schneeberg vereinigt sich die Morre mit dem Marsbach zum Billbach. Sie ist der linke Quellbach.

### Verlauf
Der Billbach unterquert nach dem Zusammenfluss seiner Quellbäche die Bundesstraße 47 und fließt durch Amorbach. Am nordwestlichen Stadtrand mündet er am Beginn der Bundesstraße 469, unterhalb des Gotthardsberges (304 m), in die erst 17,6 km lange Mud. Deren Unterlauf von dort bis zum Main ist nurmehr 7,7 Flusskilometer lang.

### Flusssystem Billbach
- Fließgewässer im Flusssystem Billbach